# Miguel Urbán Crespo
Miguel Urbán Crespo (Madrid, 26 de març de 1980) és un activista i polític espanyol, cofundador de Podem i, des del 5 de març de 2015, eurodiputat per aquesta formació, en substitució deTeresa Rodríguez.

## Biografia
Miguel Urbán Crespo va néixer a Madrid en 1980 i es va diplomar en Història per la Universitat Complutense de Madrid.
Ha treballat en diverses ONG, en la redacció de la revista Viento Sur, i com a gestor cultural de la llibreria cooperativa La Marabunta. L'establiment, al barri madrileny de Lavapiés, va servir com a lloc de reunió d'alguns dels actuals membres de Podem i va tancar recentment.
Com a activista polític, va militar en el moviment estudiantil, sobre el qual ha escrit nombrosos articles i llibres –com a coautor–, i va participar en el moviment alterglobalizador, contra la guerra de l'Iraq i en el moviment 15-M.
En les eleccions generals de 2011 va ser cap de llista d'Esquerra Anticapitalista per la circumscripció de Madrid.
Ja amb Podem, va anar en la setena posició de la seva llista per les eleccions al Parlament Europeu de 2014. Encara que la formació va obtenir cinc escons, després de la renúncia de Carlos Jiménez Villarejo, al juliol de 2014, i la marxa de Teresa Rodríguez, candidata a presidir la Junta d'Andalusia, va accedir finalment al Parlament. Va prendre possessió de la seva acta com a eurodiputat el 5 de març de 2015.